# Errenteria
Errenteria, conegut sovint popularment com Orereta, és un municipi del País Basc, el tercer en població del territori històric (província) de Guipúscoa.
La població està al nord de Guipúscoa, a uns 7 km de Sant Sebastià, al costat de la badia de Pasaia. Compta amb una extensió de 31 km² i una població d'unes 39.000 persones.
El percentatge de bascoparlants (euskaldunak) actual és del 32%, que és un percentatge baix dins de la mitjana de Guipúscoa (la més alta del País Basc) El relativament baix nombre de bascoparlants s'explica, en gran part, pel fet de tractar-se d'una població molt industrialitzada que ha rebut molta immigració d'Extremadura i Castella principalment.
Errenteria va ser fundada el 1320 pel rei de Castella Alfons XI amb el nom de Villanueva de Oiarso al llarg de la història ha rebut altres noms com Orereta i Renteria (nom, aquest, oficial durant molts anys) que en basc, com passa en altres paraules començades en erra, es pronuncia i s'escriu afegint una vocal inicial "Errenteria". També hi ha les variants Errenteri o Errenderi.

## Evolució de la població d'Errenteria
| 1900  | 1910  | 1920  | 1930  | 1940   | 1950   | 1960   | 1970   | 1981   | 1991   | 1999   |
| ----- | ----- | ----- | ----- | ------ | ------ | ------ | ------ | ------ | ------ | ------ |
| 4.081 | 5.527 | 6.956 | 8.973 | 10.106 | 12.784 | 18.642 | 34.610 | 45.789 | 42.590 | 39.558 |

## Festes oficials
- 22 de juliol Santa Maria Magdalena, patrona d'Errenteria
- 15 de maiga Sant Isidre
- 25 d'abril Sant Marc

## Persones il·lustres
- Koldo Mitxelena, lingüista
- Luis de Jáuregui "Jautarkol", escriptor en euskera
- Itziar Ziga, feminista
- Jesús María Zamora Ansorena, futbolista
- Luis Otaño Arcelus, ciclista